# 大窩坪
大窩坪（英語：Tai Wo Ping）是香港九龍西部的一個地方，位於石硤尾、白田以北和李鄭屋和大埔道的東北面，尖山（鷹巢山）、鴉巢山和筆架山山腰的一塊山地，地區行政上屬深水埗區。該處為九龍西部的一個重要道路交匯處，呈祥道、龍翔道、大埔道、歌和老街及南昌街都在該區交匯。

## 歷史
1953年石硤尾木屋區大火後，有數十戶災民在大窩坪的耕地重新建屋。1954年，政府將大窩坪規劃為徙置區，安置大埔道村木屋區火災災民。1955–56年，大窩坪徙置區百多間石屋建成。連接大窩坪及大埔道的大窩坪道通車，居民不需使用山中小徑經白田村木屋區前往市區。1956–57年，天主教福利會續於徙置區興建數百間石屋。同期，不同小型工廠遷入鴉巢山麓、楊梅坑一帶的前石礦場地段，計有布廠、籐器廠、磁廠等等，亦有木屋在該處搭建。1964年，旺角有多幢唐樓倒塌，港九多處唐樓亦被列作危樓，居民需要遷出。大窩坪徙置區成為臨時安置之所。
1962年，來往大窩坪至深水埗碼頭的巴士線2F開辦。1968年7月3日，一輛超載的2F線巴士於筆架山海水抽水站附近的大窩坪道斜路彎角發生交通意外，造成1死64傷。
1960年代政府為連接觀塘工業區及葵涌貨櫃碼頭，沿著九龍群山的山腰興建新路，繞過已發展的地區。大埔道交界以東的公路命名為龍翔道，於1961年通車，大埔道交界以西為1966年通車的呈祥道。大窩坪海水配水庫亦於1961年落成。1970年代中，龍翔道大窩坪和琵琶山之間的高架路啟用。1994年路政署展開「龍翔道及呈祥道改善工程」，把原來雙線雙程的龍翔道擴闊至三線雙程，並且建造連接大埔道至龍翔道的行車天橋（2016年命名為龍悦道），及於南昌街及大埔道興建新的交匯處，以加大行車流量，工程於1998年完成。
1965年起，政府在大窩坪和石硤尾之間開山拓展土地，興建白田新區，大窩坪徙置區龍翔道南面部份需要清拆，居民被安置到徙置大廈，原址一帶於1969-72年間建成石硤尾配水庫及大窩坪工業安置區。1972年，政府將大窩坪徙置區龍翔道北面部份清拆並連同東邊山麓斜坡平整土地，徙置區地段於1985-87年建成畢架山花園。大窩坪工業安置區有從觀塘和大角咀等地遷入的五金業、木業和回收業工廠，於1980年清拆以興建澤安邨（1983年落成，規劃時命名為南昌街邨），有120多家業戶遭迫遷，商會曾組織赴英請願，在12月正式清拆時更與防暴隊發生衝突。
1970年10月25日，南昌街和歌和老街分別從大坑西街交界及筆架山道交界延長至大窩坪。1976年，橫跨龍翔道的南昌街天橋啟用。
1978年，政府於南昌街和歌和老街交界建立大窩坪臨時房屋區，1994年清拆，現址為龍悅道天橋及運輸署澤安道考試中心。
1987年，楊梅坑木屋區清拆，當時有居民約千戶，原址大部份地段於1997年建成豪宅帝景峰。
1989年，政府於龍坪道尾建立龍坪道臨時房屋區，2000年清拆。新道路龍駒道亦於2017年8月啟用，臨屋區現址為2020年落成的豪宅緹外。
2014年，政府改劃大窩坪延坪道綠化地帶（前身為楊梅坑木屋區北面部份）拍賣作豪宅用途，不過惹起地區人士及環保團體不滿，長春社發現被世界自然保護聯盟紅皮書列為易危的小棘蛙以及大頭蛙，但規劃署文件中並無提及。政府最後未有理會反對意見，地皮於2015年9月由世茂房地產以70.2億元奪得，每方呎樓面地價1.11萬元。

## 主要建築
- 帝景峰（前身楊梅坑木屋區）
- 畢架山花園（前身大窩坪徙置區）
- 澤安邨（前身大窩坪工業安置區）
- 緹山
- 緹外（前身龍坪道臨屋區）
- 石硤尾配水庫（前身大窩坪徙置區）
- 豐力樓
- Beacon Peak（前身楊梅坑木屋區）